# Stefán Hörður Grímsson
Stefán Hörður Grímsson (* 31. März 1919 in Hafnarfjörður in Island; † 18. September 2002 in Reykjavík) war ein isländischer Schriftsteller, der zu den Vertretern des isländischen Modernismus, den Atompoeten, gezählt wird.

## Leben
Stefáns Eltern waren der Zimmermann und Fischer Grímur Gísli Jónsson und dessen Frau Sigríður Stefánsdottir. Auch er selbst verdiente seinen Lebensunterhalt zum Teil als Fischer in der isländischen Fischerei. Sein erster Gedichtband, Glugginn snýr í norður, erschien 1946. Diesem Buch folgten 1951, 1970 und 1981 weitere. Ferner erschien 1979 ein Band mit gesammelten Werken.
Stefán erhielt mehrere Künstlerstipendien. 1990 gewann er den erstmals verliehenen Isländischen Literaturpreis. 1992 lebte er mit Hilfe eines Stipendiums des Isländischen Literaturfonds in Reykjavík.

## Werke
- 1946: Glugginn snýr í norður
- 1951: Svartálfadans
- 1970: Hliðin í sléttuni
- 1981: Farvegir
- 1987: Tengsl
- 1989: Yfir heiðan morgun: ljóð '87-'89

## Preise und Auszeichnungen
- 1989: Isländischer Literaturpreis für Yfir heiðan. Ijóð '87-89

## Veröffentlichung in deutscher Sprache
- Geahnter Flügelschlag: ausgewählte Gedichte. Übersetzt von Wolfgang Schiffer. Verlag Kleinheinrich, Münster 1992, ISBN 3-926608-73-0.
- Grunað vaengjatak = Geahnter Flügelschlag. Erweiterte Neuauflage ausgewählter Gedichte. Zusammengestellt und ins Deutsche übertragen von Franz Gislason und Wolfgang Schiffer; in deutscher und isländischer Sprache., Kleinheinrich, Münster 2013, ISBN 978-3-930754-88-5.